# Cathlamet
Cathlamet è un comune degli Stati Uniti d'America, situato nello Stato di Washington, nella Contea di Wahkiakum, della quale è anche il capoluogo.